# Timbres de France 1855
Cet article traite des évènements philatéliques (concernant les timbres de France) de l'année 1855.
Aucun timbre n'est émis ou type n'est mis en circulation entre 1854 et 1859.
Quelques évènements méritent cependant d'être cités.

## Changements de tarifs
Quelques tarifs postaux pour l'étranger sont modifiés.
- Pour la Grande-Bretagne le tarif des lettres de premier échelon passe de 80c à 40c le 1er janvier.
- Pour la Suède, le tarif des lettres de premier échelon passe de 60c à 1f le 1er février.
- Pour la Norvège, le tarif des lettres de premier échelon passe de 60c à 1f 20 le 1er avril.